# إينر سبيس
آنير سبيس (بالإنجليزية: InnerSpace)‏، هي لعبة فيديو من نوع مغامرات، وهي من تطوير ستوديو بولي نايت غيمز، ومن نشر أسباير، صدرت اللعبة يوم 16 يناير 2018، وتعمل على منصات نينتندو سويتش، بلاي ستيشن 4، لينكس، أو إس إكس، إكس بوكس ون ومايكروسوفت ويندوز.

## قصة اللعبة
تبدأ مغامرة لطائرة تغوص تحت الماء للبحث والإستكشاف الغريبة، وتواجه الطائرة عدداً من الأعداء والعوائق.

## موقع خارجي
- الموقع الرسمي
 (الإنكليزية)